# Nicolau Anastácio de Bettencourt (médico)
Se procura o político homónimo, veja Nicolau Anastácio de Bettencourt.
Nicolau Anastácio de Bettencourt (Angra do Heroísmo, 1 de Outubro de 1872 — Lisboa, 9 de Julho de 1941) foi um médico, professor universitário e investigador, que se notabilizou no campo da bacteriologia. Foi sócio da Academia das Ciências de Lisboa.

## Biografia
Filho de Nicolau Moniz de Bettencourt e neto do madeirense Nicolau Anastácio de Bettencourt, que fora governador civil do Distrito de Angra do Heroísmo, foi irmão do também médico Aníbal de Bettencourt. Fez os seus estudos médicos na Escola Médico-Cirúrgica de Lisboa, onde se licenciou em 1898. Nesse mesmo ano foi nomeado assistente do Instituto Bacteriológico de Câmara Pestana, iniciando ali uma carreira na área da microbiologia clínica que o levaria a professor catedrático de Medicina e a director, durante muitos anos, daquele instituto. 
Com a criação da Universidade de Lisboa e a transformação da Escola Médico-Cirúrgica em Faculdade de Medicina de Lisboa, em 1914 passou a integrar o corpo docente daquela instituição, regendo a cadeira de Moléstias Infecciosas. 
Na Faculdade de Medicina, de que viria a ser professor catedrático, desenvolveu um importante trabalho de investigação, a que aliou a prática clínica nos Hospitais Civis de Lisboa. Em resultado do seu trabalho de investigador clínico, publicou artigos sobre difteria, tétano, meningite, tuberculose, febre tifóide, sífilis, febre de Malta e varíola. 
Foi membro de múltiplas sociedade científicas, sendo eleito presidente da Sociedade de Clínica Médica, vice-presidente da Sociedade Portuguesa de Biologia e sócio da Academia das Ciências de Lisboa. Também foi presidente do comité português da Société Internacional de Microbiologie e foi feito membre d´honneur do Syndicat des Médicins Higienistes Français. 
Foi condecorado com a comenda da Ordem de Carlos III de Espanha.

## Principais obras publicadas
- 1880 — Soro diagnóstico da febre tifóide (estudo sobre o valor semiológico da reacção de Widal) tese de licenciatura, Lisboa.
- 1924 — "A Anafilaxia nas suas relações com a Clínica". Lisboa Médica, Lisboa.